# Battle Fever J
Battle Fever J (バトルフィーバーJ Batoru Fībā Jei?) (traducido como Fiebre de Batalla J) es una serie de televisión japonesa del género tokusatsu. Es la tercera temporada de la franquicia Super Sentai Series. Fue coproducida por Toei Company, Marvel Comics y TV Asahi, y emitida por esta última entre el 3 de febrero de 1979 y el 26 de enero de 1980, constando de 52 episodios.
El equipo tiene como nombres en clave países de todo el mundo, que también se mencionan en la sintonía: Battle France, Battle Cossack (Unión Soviética), Battle Kenya, Miss America (Estados Unidos) y Battle Japan. Fue la primera temporada de la franquicia Super Sentai en la que los héroes pudieron controlar robots gigantes para destruir a un monstruo crecido a tamaño gigante. La adaptación tokusatsu de Spider-Man fue la que introdujo este formato y la que inspiró esta y las siguientes temporadas de Super Sentai. También tomó inspiración parcial del personaje de Marvel Comics Capitán América.
Battle Fever J fue la primera temporada en usar el término "Super Sentai". Las dos anteriores simplemente se llamaban "Sentai", sin el "Super", y no fueron reconocidas como parte de Super Sentai hasta que en 1995 Toei las introdujo en la franquicia cuando anunció que Chōriki Sentai Ohranger era la 19.ª temporada Super Sentai.

## Argumento
El general Kurama reúne a cuatro jóvenes agentes dispersados por todo el mundo entrenándose. Se les une la investigadora del FBI Diane Martin, cuyo padre fue asesinado por Egos. Los cinco reciben trajes con poderes para convertirse en el equipo Battle Fever. El as en la manga del equipo es el Battle Fever Robo. Egos intenta detener la construcción del robot, pero los monstruos que envían para esta tarea son derrotados uno por uno. Egos entonces envía una réplica robótica gigante de uno de sus monstruos para atacar, y el robot es terminado afortunadamente a tiempo para derrotarle a él y a sus sucesores. El equipo no se detiene, incluso cuando pierden a dos de sus miembros (la Miss America original y Battle Cossack).

## Personajes

### Equipo Battle Fever
- Masao Den (伝正夫 Den Masao?) / Battle Japan (バトルジャパン Batoru Japan?): Es un antiguo oficial del Ministerio Nacional de Defensa. Es bueno en judo y karate. Está armado con una lanza y hace el baile del kung fu.
- Kensaku Shiraishi (白石謙作 Shiraishi Kensaku?) / Battle Cossack I (バトルコサック初代 Batoru Kosakku Shodai?): Es bueno en ciencia y en la guerra. Hace un baile Cossack o Soviético. Deja la Big Baser sin su uniforme y es asesinado por Egos cuando intenta salvar a Mayumi. Le gusta jugar pachinko y comer caviar.
- Makoto Jin (神誠 Jin Makoto?) / Battle Cossack II (バトルコサック二代目 Batoru Kosakku Nidaime?): Un cowboy silencioso. Es un hombre de acción, no de palabras. Se trata de un científico que se entrenó en el Ministerio de Defensa con Kensaku. Se une a Battle Fever para vengar la muerte de su amigo. Es un experto tirador. Es solitario y prefiere trabajar por su cuenta. Para distraer a Egos toca una trompeta.
- Kyōsuke Shida (志田京介 Shida Kyōsuke?) / Battle France (バトルフランス Batoru Furansu?): Se entrenó en Francia. Es cosmetólogo, un dandy y playboy. Le gusta comer escargot. Está armado con una espada de esgrima y hace baile español.
- Shirō Akebono (曙四郎 Akebono Shirō?) / Battle Kenya (バトルケニア Batoru Kenia?): Se entrenó en Kenia, y es un antiguo niño salvaje que puede hablar con los animales. Está armado con un látigo y hace baile tropical. Puede comer casi cualquier cosa. Los otros miembros del equipo no aprecian el olor de su cocina.
- Diane Martin (ダイアン・マーチン Daian Māchin?) / Miss America I (ミスアメリカ初代 Misu Amerika Shodai?): Una agente del FBI que se une al equipo para vengar a su padre Bosnar, asesinado por Egos. Está armada con cuchillos arrojadizos. Hace un baile disco. Después de que la hiere Dracula Monster, regresa a los Estados Unidos. Tiene una hermana llamada Catherine.
- María Nagisa (汀マリア Nagisa Maria?) / Miss America II (ミスアメリカ二代目 Misu Amerika Nidaime?): Otra agente del FBI, a quien entrenó el padre de Diane Martin. Cuando Diane es herida, Maria toma su lugar como Miss America, y después se queda permanentemente al tomar Diane la decisión de volver a los Estados Unidos.

### Aliados
- General Tetsuzan Kurama (倉間鉄山将軍 Kurama Tetsuzan Shōgun?): Es el jefe de la oficina científica especial del Ministerio Nacional de Defensa que creó el equipo Fever. Es un maestro de esgrima tradicional japonesa.
- Keiko Nakahara (中原ケイコ Nakahara Keiko?): Uno de los operativos que lleva la Big Baser.
- Tomoko Ueno (上野トモコ Ueno Tomoko?): El otro operativo que lleva la Big Baser.
- Masaru Nakahara (中原マサル Nakahara Masaru?): El hermano pequeño de Keiko.
- Yuki Ueno (上野ユキ Ueno Yuki?): La hermana pequeña de Tomoko. Egos la usó para encontrar la base de Battle Fever.

### Arsenal
- Battleceiver (バトルシーバー Batorushībā?): Dispositivo de comunicación del escuadrón Battle Fever.
- Command Bat (コマンドバット Komando Batto?): El arma estándar de Battle Fever. Se transforman en las armas especiales individuales de cada miembro del equipo. Forman el cañón o boomerang Penta Force (ペンタフォース Penta Fōsu?).
- Battle Fever Car (バトルフィーバーカー Batoru Fībā Kā?): Un Mazda RX-7 que usan Battle Japan y Miss America.
- Three Machines (スリーマシーン Surī Mashīn?): Las motocicletas que usan los demás miembros del equipo.

### Mechas
- Big Baser (ビッグベイザー Biggu Beizā?): El cuartel general de Battle Fever, con forma de caja y oculto bajo el mar. Se puede mover de un sitio a otro bajo el agua.
- Battle Shark (バトルシャーク Batoru Shāku?): Un porta-mechas con forma de submarino. Se abre en dos para lanzar el Battle Fever Robo y guarda todas sus armas.
- Battle Fever Robo (バトルフィーバーロボ Batoru Fībā Robo?): Con apariencia de samurái, es el primer robot gigante en la historia de Super Sentai. Tiene una variedad de armas.

### Sociedad Secreta Egos
La Sociedad Secreta Egos (秘密結社エゴス Himitsu Kessha Egosu?) es una religión de locos egocéntricos que pretenden hundir el mundo en el caos.
- Satán Egos (サタンエゴス Satan Egosu?): El misterioso líder, vestido de negro de arriba hacia abajo. Crea los Ego Monsters dentro del corazón Egos, llamándoles "Mis queridos hijos", y ellos llamándole "Padre".
- Comandante Hedder (ヘッダー指揮官 Heddā Shikikan?): Sumo sacerdote de Egos.
- Salomé (サロメ Sarome?): Una oficial de Egos en América que fue a Japón para ayudar a Hedder con su superfuerza. Es la responsable de todos los asesinatos en América. Lleva un espejo de mano con un rastreador incorporado. Lo usa de vez en cuando para lanzar rayos solares o para golpear a sus víctimas.
- Cutmen (カットマン Kattoman?): Los soldados de campo, de color gris y negro y armados con pistolas MP40.

## Episodios
1. ¡¡Asalto!! Corred hacia el estadio (突撃！！球場へ走れ Totsugeki!! Kyūjō e Hashire?)
2. El método de fabricación de monstruos de Egos (エゴス怪人製造法 Egosu Kaijin Seizō Hō?)
3. ¡Buscad al espía!! (スパイを探せ！ Supai o Sagase!?)
4. ¡Es una trampa super energizada! (超魔力の罠だ！ Chōmaryoku no Wana da!?)
5. Gran pelea robótica (ロボット大空中戦 Robotto Dai Kūchūsen?)
6. Lanzad la nave de batalla multiusos (万能戦艦発進せよ Bannō Senkan Hasshin Seyo?)
7. ¡¡La casa se quema!! (お家が燃える！！ O-uchi ga Moeru!!?)
8. El acertijo del experto de mano dura (鉄腕エースの謎 Tetsuwan Ēsu no Nazo?)
9. La mujer de la tierra de hielo (氷の国の女 Kōri no Kuni no Onna?)
10. He visto el elefante Naumann (ナウマン象を見た Nauman-zō o Mita?)
11. El gran caso del secuestrador de mascotas (ペット誘拐大事件 Petto Yūkai Dai Jiken?)
12. El método maldito de matanza, Tormenta de nieve rosa (呪い殺法バラ吹雪 Noroi Sappō Bara Fubuki?)
13. Huevos dorados y huevos fritos]] (金の卵と目玉焼き Kin no Tamago to Medamayaki?)
14. El matrimonio de la Bella y la Bestia (美女と野獣の結婚 Bijo to Yajū no Kekkon?)
15. La cocina infernal de Egos (エゴスの地獄料理 Egosu no Jigoku Ryōri?)
16. La tragedia de la reina del combate sin armas (格闘技女王の悲劇 Kakutōgi Joō no Higeki?)
17. Robad la Monster Machine (怪物マシンを奪え Kaibutsu Mashin o Ubae?)
18. Daos prisa hacia el nido maligno de la paloma (鳩よ悪の巣へ急げ Hato yo Aku no Su e Isoge?)
19. ¡¡La bella más fuerte del mundo!! (世界最強の美女！！ Sekai Saikyō no Bijo?)
20. La peligrosa caza de fantasmas (危険な幽霊狩り Kiken na Yūrei Kari?)
21. ¡¡Asaltad la península de los dinosaurios!! (恐竜半島へ突撃！！ Kyōryū Hantō e Totsugeki?)
22. El contraataque de la espía femenina del equipo (女スパイ団の逆襲 Onna Supai Dan no Gyakushū?)
23. ¡¡Batalla decisiva!! Aparecen todos los monstruos (決戦！！怪人総登場 Kessen!! Kaijin Sō Tōjō?)
24. ¡Lágrimas! Diane cae (涙！ダイアン倒る Namida! Daian Taoru?)
25. El estudio de cine es una guarida extraña (撮影所は怪奇魔境 Satsueijo wa Kaiki Makyō?)
26. El informe enmascarado del hombre vendado (包帯男の仮面報告 Hōtai Otoko no Kamen Hōkoku?)
27. Cuidado con el ladrón del primer amor (初恋泥棒にご用心 Hatsukoi Dorobō ni Goyōjin?)
28. Perseguid el barco misterioso (謎のボートを追え Nazo no Bōto o Oe?)
29. ¿¡La habéis visto!? La mujer de la boca desgarrada (見たか！？口裂け女 Mita ka!? Kuchisake Onna?)
30. El gusto bizarro, la cabeza de chef omnívora (悪食雑食の料理長 Akujiki Zasshoku no Ryōrichō?)
31. Los hermanos del camión de la violenta embestida (激走トラック兄妹 Gekisō Torakku Kyōdai?)
32. El pueblo natal del homicida (ふるさと殺人村 Furusato Satsujin Mura?)
33. Cossack muere por amor (コサック愛に死す Kosakku Ai ni Shisu?)
34. El shogun negro que ríe en el infierno (地獄で笑う闇将軍 Jigoku de Warau Yami Shōgun?)
35. El gran pánico del hambre (腹ペコ大パニック Harapeko Dai Panikku?)
36. La boda estropeada (爆破された結婚式 Bakuhasareta Kekkonshiki?)
37. La espada del trueno contra la espada del molino (電光剣対風車剣 Denkōken Tai Fūshaken?)
38. La trampa de la fiesta bizarra (怪奇パーティーの罠 Kaiki Pātī no Wana?)
39. El amigo que se convirtió en demonio (悪魔になった友 Akuma ni Natta Tomo?)
40. La hermosa profesora, justo a tiempo (美人先生危機一髪 Bijin Sensei Kikiippatsu?)
41. Una gran entrada al borde de la explosión (爆破寸前の大逆転 Bakuha Sunzen no Dai Gyakuten?)
42. Los fuegos artificiales del amor humano eléctrico (電気人間愛の花火 Denki Ningen Ai no Hanabi?)
43. El chacal asesino (暗殺者ジャッカル Ansatsusha Jakkaru?)
44. El clan Tsukikage del valle del infierno (地獄谷の月影一族 Jigoku-dani no Tsukikage Ichizoku?)
45. ¡Cinco minutos antes de que se detenga el corazón! (心臓停止五分前！ Shinzō Teishi Gofun Mae?)
46. La muñeca de paja maldita (呪いのワラ人形 Noroi no Wara Ningyō?)
47. ¡Un misterio! Béisbol estratégico sobre hierba (怪！謀略の草野球 Kai! Bōryaku no Kusayakyū?)
48. El gran ladrón y el pequeño ratero (大盗賊と泥棒少年 Dai Tōzoku to Dorobō Shōnen?)
49. El ejército rebelde de calificadores de cinco segundos (2年5組の反乱軍 Ninen Gokumi no Hanrangun?)
50. El demonio que pretende la máscara shogun (将軍を狙う覆面鬼 Shōgun o Nerau Fukumen-ki?)
51. La ceremonia de resurrección de Egos (エゴス復活の儀式 Egosu Fukkatsu no Kishiki?)
52. La sinfonía de los héroes (英雄たちの交響曲 Eiyūtachi no Kōkyōkyoku?)

### Películas
- Battle Fever J (バトルフィーバーJ Batoru Fībā Jei?): Versión cinematográfica del episodio 5.

## Reparto
- Masao Den: Hironori Tanioka
- Kensaku Shiraishi: Yukio Itō
- Makoto Jin: Daisuke Ban
- Kyosuke Shida: Yūhei Kurachi
- Shirō Akebono: Kenji Ōba
- Diane Martin: Diane Martin
- Maria Nagisa: Naomi Hagi

- Tetsuzan Kurama: Chiyonosuke Azuma
- Keiko Nakahara: Noriko Hidaka
- Tomoko Ueno: Keiko Kanno
- Masaru Nakahara: Takumi Satō
- Yuki Ueno: Michiyo Satō
- Satán Egos: Shōzō Iizuka
- Comandante Hedder: Kenji Ushio (Episodios 1-7[Notas 1])/Masashi Ishibashi (Episodios 8-51)
- Salome: Maki Ueda
- Narrador: Tōru Ōhira

## Temas musicales

### Tema de apertura
- Battle Fever J (バトルフィーバーJ Batoru Fībā Jei?)
  - Letra: Keisuke Yamakawa (山川 啓介 Yamakawa Keisuke?)
  - Música y arreglos: Michiaki Watanabe (渡辺 宙明 Watanabe Michiaki?)
  - Intérpretes: MoJo y Columbia Yurikago-Kai

Hope Moonlight de XXtentacion

### Tema de cierre
- Yūsha ga Yuku (勇者が行く?  Adelante, hombres valientes)
  - Letra: Saburō Yatsude
  - Música y arreglos: Michiaki Watanabe
  - Intérprete: MoJo

## Emisiones internacionales
Battle Fever J fue popular en Hawái, junto con Gorenger, Kikaider, Kamen Rider V3, y Ultraman; todos ellos emitidos en versión original japonesa subtitulados por JN Productions en el entonces KIKU Channel 13. También se emitió en Tailandia, a finales de los noventa, con el título Ranger J en MCOT Channel 9